# UnitedHealthcare-Maxxis/Saison 2010
Dieser Artikel listet Erfolge und Mannschaft des Radsportteams UnitedHealthcare-Maxxis in der Saison 2010 auf.

## Saison 2010

### Erfolge in der America Tour
| Datum    | Rennen                                     | Kat. | Fahrer       |
| -------- | ------------------------------------------ | ---- | ------------ |
| 17. Juni | 3. Etappe Tour de Beauce                   | 1.2  | Marc de Maar |
| 19. Juni | 5. Etappe Tour de Beauce                   | 1.2  | Marc de Maar |
| 25. Juni | Nationale Meisterschaft – Einzelzeitfahren | NC   | Marc de Maar |
| 27. Juni | Nationale Meisterschaft – Straßenrennen    | NC   | Marc de Maar |

### Zugänge – Abgänge
| Zugänge                   | Team 2009                  | Abgänge                  | Team 2010         |
| ------------------------- | -------------------------- | ------------------------ | ----------------- |
| Marc de Maar              | Rabobank                   | John Murphy              | BMC Racing Team   |
| Morgan Schmitt            | Bissell Pro Cycling        | Floyd Landis             | Bahati Foundation |
| Max Jenkins               | Glud & Marstrand Horsens   | Bobby Lea                | Bahati Foundation |
| Jonathan Clarke           | Jelly Belly Cycling Team   | Jonathan Chodroff        | Jelly Belly-Kenda |
| Matthew Crane             | Jelly Belly Cycling Team   | Jonathan Patrick McCarty | Rock Racing       |
| Jake Keough               | Kelly Benefit Strategies   | Cameron Evans            | Unbekannt         |
| Erik Barlevav             | Team Mountain Khakis EP-NO |                          |                   |
| Adrian Hegevary           | Neoprofi                   |                          |                   |
| Hilton Clarke (ab 01.06.) | Bahati Foundation          |                          |                   |

### Mannschaft
| Name            | Geburtstag        | Nationalität                     |
| --------------- | ----------------- | -------------------------------- |
| Chris Baldwin   | 15. Oktober 1975  | Vereinigte Staaten               |
| Erik Barlevav   | 21. August 1986   | Vereinigte Staaten               |
| Hilton Clarke   | 11. Juli 1979     | Australien                       |
| Jonathan Clarke | 18. Dezember 1984 | Australien                       |
| Matthew Crane   | 15. April 1985    | Vereinigte Staaten               |
| Adrian Hegevary | 15. Januar 1984   | Vereinigte Staaten               |
| Max Jenkins     | 5. Dezember 1986  | Vereinigte Staaten               |
| Timothy Johnson | 5. August 1977    | Vereinigte Staaten               |
| Jake Keough     | 18. Juni 1987     | Vereinigte Staaten               |
| Roman Kilun     | 27. November 1981 | Vereinigte Staaten               |
| Marc de Maar    | 15. Februar 1984  | Niederländische Antillen Curaçao |
| Karl Menzies    | 17. Juni 1977     | Australien                       |
| Andrew Pinfold  | 14. August 1978   | Kanada                           |
| Morgan Schmitt  | 3. Januar 1985    | Vereinigte Staaten               |
| Rory Sutherland | 8. Februar 1982   | Australien                       |
| Bradley White   | 15. Januar 1982   | Vereinigte Staaten               |